# Hoplobatrachus salween
Hoplobatrachus salween — вид жаб родини Dicroglossidae. Описаний у 2022 році.

## Назва
Видова назва salween посилається на річку Салуїн, важливу водну артерію Південно-Східної Азії.

## Поширення
Ендемік Таїланду. Виявлений у національному парку Салавін в окрузі Ме Саріанг у провінції Мехонгсон на північному заході країни.